# Lago Nettilling
O lago Nettilling é um lago de água doce situado no sul da Ilha de Baffin, no território de Nunavut, Canadá. O lago fica na Grande planície de Koukdjuak, 280 km a noroeste de Iqaluit. O Círculo Polar Árctico cruza o lago. O nome do lago é de origem esquimó e deriva do nome dado à foca-anelada (netsilak). Franz Boas explorou a margem sul em 1883.
O lago Nettilling é o maior lago de Nunavut e o 11.º em área no Canadá, sendo um dos maiores inteiramente em território deste país. É também o maior lago do mundo situado numa ilha. É alimentado pelo segundo lago em área na ilha de Baffin, o lago Amadjuak, assim como por outros lagos e rios menores. Desagua para oeste pelo rio Koukdjuak na baía de Foxe. A metade este do lago tem numerosos ilhéus enquanto a parte oeste é mais profunda e sem ilhas. O lago permanece gelado a maior parte do ano. A foca-anelada habita o lago e encontraram-se três espécies de peixes: o Salvelinus alpinus e duas espécies de Gasterosteidae. A tundra que rodeia o lago é um importante lugar de criação e alimentação de caribus.

## Dados físicos
- área 5.066 km²
- altitude 30 m
- comprimento máx.: ~123 km
- profundidade máx.: desconhecida